# Аскольдов, Сергей Алексеевич
Серге́й Алексе́евич Аско́льдов (настоящая фамилия — Алексеев; 25 февраля [9 марта] 1871, Мошарово, Калужская губерния — 23 мая 1945, Потсдам) — русский религиозный философ, спиритуалист и панпсихист, профессор Санкт-Петербургского университета. Внебрачный сын философа А. А. Козлова, друг и оппонент Н. О. Лосского.

## Биография
Сергей Алексеевич Алексеев родился в 1871 году в семье философа Алексея Александровича Козлова и Марии Александровны Челищевой. Будучи внебрачным сыном, он не мог носить фамилию отца и получил произведённую от отчества фамилию Алексеев. Семья Козлова проживала в имении Машарово в Калужской губернии, а в 1876 году переселилась в Киев, где Козлов защитил диссертацию по философии. Философские занятия отца оказали решающее влияние на судьбу Алексеева. Сергей закончил киевскую гимназию, а в 1891 году поступил на физико-математический факультет Санкт-Петербургского университета. Во время обучения он начал заниматься философией и гуманитарными науками, а два последних семестра был слушателем историко-филологического факультета. По окончании университета, в 1895 году, Алексеев поступил на службу в Департамент таможенных сборов, где проработал экспертом по химии до 1917 года. С 1898 года он принимал участие в работе Санкт-Петербургского философского общества. В 1900 году Алексеев женился на Елизавете Михайловне Голдобиной, от которой имел троих детей — Владимира, Марию и Александру.

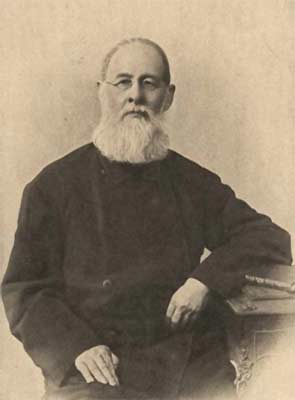
А. А. Козлов

В 1900 году Алексеев опубликовал под псевдонимом С. Аскольдов свою первую книгу «Основные вопросы теории познания и онтологии», в которой была изложена целая философская система. С этого времени он стал постоянным автором журнала «Вопросы философии и психологии», энциклопедии Брокгауза и Ефрона и других изданий. В 1907 году Аскольдов стал одним из основателей Санкт-Петербургского религиозно-философского общества и был избран первым председателем его Совета. В 1912 году он опубликовал книгу «Алексей Александрович Козлов», в которой изложил биографию и философское учение своего отца. В 1914 году философ опубликовал очередную книгу «Мысль и действительность» и защитил на её основе магистерскую диссертацию в Московском университете. В том же году он получил звание приват-доцента и начал преподавательскую работу в Санкт-Петербургском университете. В 1918 году Аскольдов стал доцентом, а в 1919 — профессором кафедры философии Санкт-Петербургского университета. В 1918 году вышла его очередная книга «Сознание как целое», лёгшая в основу читанных в Московском университете лекций по психологии. В том же году стал одним из авторов сборника «Из глубины», который инициировал и редактировал П. Б. Струве. Он выступил там со своей статьёй «Религиозный смысл русской революции».
С приходом Советской власти для философа наступили тяжёлые времена. В 1922 году Аскольдов лишился работы в университете, как философ-идеалист, и вынужден был искать заработок в другом месте. С этого времени он преподавал общую технологию и товароведение в Политехническом институте, а также логику и психологию в средней школе. В том же 1922 году в журнале «Мысль» были опубликованы философские работы Аскольдова «Аналогия как основной метод познания» и «Время и его преодоление». В дальнейшем философ мог публиковать только работы по литературоведению и лингвистике. К этому времени относятся воспоминания о нём Д. С. Лихачёва: «…В начале 20-х гг. Сергей Алексеевич Алексеев пришёл преподавать психологию в нашу школу имени Лентовской, на Плуталовой улице Петроградской стороны… С молодёжью Сергей Алексеевич всегда общался как с равными ему по возрасту. Он приглашал меня к себе домой (жил он с семьёй, из которой хорошо помню его сына-поэта, на Кронверкской улице в отличном доме). Он не только давал мне книги для прочтения, но и разговаривал со мной о своих впечатлениях от музыки и поэзии…»

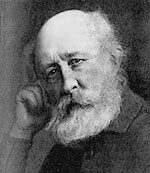
С. А. Аскольдов. XX век

В 1927 году Аскольдов вместе с И. М. Андреевским основал тайное религиозно-философское общество «Братство преподобного Серафима Саровского», среди участников которого был и Д. С. Лихачёв. В 1928 году все члены общества были арестованы по обвинению в антисоветской деятельности и получили различные сроки наказания. Аскольдов был приговорён к ссылке в Рыбинск, а оттуда выслан по новому обвинению в Коми-Зырянскую область. В 1933 году он был переведён в Новгород, откуда смог навещать проживавшую в Ленинграде семью.
Во время Второй мировой войны будучи в Новгороде, философ оказался в зоне немецкой оккупации. Здесь он принял участие в антимарксистской пропаганде, публикуя под псевдонимом С. Зырянский статьи в журнале «Новые вехи». В 1944 году он получил премию за книгу, посвящённую критике диалектического материализма. В конце войны Аскольдов был вывезен немцами в Германию, где проживал под Потсдамом в «Русской деревне». По сообщению Н. О. Лосского, незадолго до смерти он сжёг рукопись своей книги «О перевоплощении», решив, что изложенное в ней учение несовместимо с христианством. Философ скончался в мае 1945 года в Потсдаме во время своего ареста советскими органами госбезопасности.

## Учение
Был сторонником панпсихизма, идеи которого развивал его отец, философ А. А. Козлов. В центре философских интересов Аскольдова стояли проблемы теории познания. Критиковал учение В. Шуппе, неокантианство, Э. Гуссерля, Н. О. Лосского, развивал учение о чистом опыте. Последний мыслился им как чистое, доструктурное основание познания, которое само непознаваемо и доступно лишь алогической формулировке. Также интересовался этико-моральными, религиозно-философскими вопросами, историей русской философии.

## Сочинения
Отдельные издания
- Основные проблемы теории познания и онтологии. — СПб.: Типография И. Н. Скороходова, 1900. — VIII, 250 с.
- Христианство и политика. — Киев, 1906.
- Алексей Александрович Козлов. — М.: Путь, 1912. — VIII, 218 с.
- Мысль и действительность. — М.: Путь, 1914. — 387 с.
- О связи добра и зла. — Киев: Изд. журн. «Христианская мысль», 1916. — 25 с.
- Сознание как целое. Психологическое понятие личности. — М.: Товарищество типографии А. И. Мамонтова, 1918. — 54 с.
- Гносеология. — Пб., 1919.
- Философия. — Пг.[уточнить], 1919.
- Введение в гносеологию. — Пг., 1920.
- Диалектический материализм. Критический очерк. — Прага: «Новые вехи», 1944. — 40 с.

Статьи в периодических изданиях
- Философия и жизнь // Проблемы идеализма. М., 1902.
- Мышление, как объективно обусловленный процесс // Вопросы философии и психологии. 1903. Кн. 66.
- В защиту чудесного. Часть I // Вопросы философии и психологии. 1903. Кн. 70.
- В защиту чудесного. Часть II // Вопросы философии и психологии. 1904. Кн. 71.
- Теории новейшего критицизма. Часть I // Вопросы философии и психологии. 1904. Кн. 74.
- Теории новейшего критицизма. Часть II // Вопросы философии и психологии. 1904. Кн. 75.
- О романтизме // Вопросы жизни, 1905, № 2.
- Рец. на книгу Т. Липпса «Основные вопросы этики» // Вопросы жизни, 1905, № 6.
- Религиозное обновление // Век. 1906. № 3.
- Новая гносеологическая теория Н. О. Лосского // Журнал министерства народного просвещения. 1906.
- О любви к Богу и любви к ближним // Вопросы философии и психологии. 1907. Кн. 86.
- По поводу поучений Д. Философова // Век. 1907. № 19.
- К вопросу о гносеологическом интуитивизме // Вопросы философии и психологии. 1908. Кн. 94.
- Рец. на книгу Н. Бердяева «Философия свободы» // Русская мысль. 1912. № 1.
- Идея справедливости в христианстве // Философский сборник Льву Михайловичу Лопатину. М., 1912.
- Русское «богоискательство» и Вл. Соловьёв // Русская мысль. 1912. № 3.
- Время и его религиозный смысл // Вопросы философии и психологии. 1913. Кн. 117.
- Внутренний кризис трансцендентального идеализма // Вопросы философии и психологии. 1914. Кн. 125.
- Рец. на книгу Н. Лосского «Интуитивная философия Бергсона» // Русская мысль. 1914. № 2.
- О русской философии во Франции // Русская мысль. 1915. № 7.
- О связи добра и зла // Русская мысль. 1916. № 4, 5.
- Отзвуки славянофильства в годы войны // Русская мысль. 1916. № 3.
- О пустынниках Кавказа. По поводу книги В. Свенцицкого «Граждане неба» // Русская мысль. 1916. № 5.
- Памяти В. Ф. Эрна // Русская мысль. 1917. № 5—6.
- Религиозный смысл русской революции // Из глубины. М.; Пг., 1918.
- Философия и религия Фехнера // Вопросы философии и психологии. 1918. Кн. 141—142.
- Религиозно-этическое значение Достоевского // Ф. М. Достоевский. Статьи и материалы. Пг., 1922.
- Аналогия как основной метод познания // Мысль. 1922. № 1.
- Памяти Л. М. Лопатина // Мысль. 1922. № 1.
- Время и его преодоление // Мысль. 1922. № 3.
- Творчество А. Белого // Литературная мысль. 1923. № 1.
- Форма и содержание в искусстве слова // Литературная мысль. 1925. № 3.
- Концепт и слово // Сб. «Русская речь». Л., 1928. Вып. II.
- Дух и материя // Новые вехи. Прага, 1945. № 2.

Статьи в «Энциклопедическом Словаре Брокгауза и Ефрона»
- Имманентная философия // Энциклопедический словарь Брокгауза и Ефрона : в 86 т. (82 т. и 4 доп.). — СПб., 1890—1907.
- Липпс, Теодор // Энциклопедический словарь Брокгауза и Ефрона : в 86 т. (82 т. и 4 доп.). — СПб., 1890—1907.
- Тейхмюллер, Густав-Август // Энциклопедический словарь Брокгауза и Ефрона : в 86 т. (82 т. и 4 доп.). — СПб., 1890—1907.
- Троицкий, Матвей Михайлович // Энциклопедический словарь Брокгауза и Ефрона : в 86 т. (82 т. и 4 доп.). — СПб., 1890—1907.
- Фантазия // Энциклопедический словарь Брокгауза и Ефрона : в 86 т. (82 т. и 4 доп.). — СПб., 1890—1907.
- Феномен // Энциклопедический словарь Брокгауза и Ефрона : в 86 т. (82 т. и 4 доп.). — СПб., 1890—1907.
- Феноменализм // Энциклопедический словарь Брокгауза и Ефрона : в 86 т. (82 т. и 4 доп.). — СПб., 1890—1907.
- Фехнер, Густав-Теодор // Энциклопедический словарь Брокгауза и Ефрона : в 86 т. (82 т. и 4 доп.). — СПб., 1890—1907.
- Фихте, Иммануил-Герман // Энциклопедический словарь Брокгауза и Ефрона : в 86 т. (82 т. и 4 доп.). — СПб., 1890—1907.
- Фрошаммер, Якоб // Энциклопедический словарь Брокгауза и Ефрона : в 86 т. (82 т. и 4 доп.). — СПб., 1890—1907.
- Чтение мыслей // Энциклопедический словарь Брокгауза и Ефрона : в 86 т. (82 т. и 4 доп.). — СПб., 1890—1907.
- Чудо // Энциклопедический словарь Брокгауза и Ефрона : в 86 т. (82 т. и 4 доп.). — СПб., 1890—1907.
- Шеллинг, Фридрих-Вильгельм-Йозеф // Энциклопедический словарь Брокгауза и Ефрона : в 86 т. (82 т. и 4 доп.). — СПб., 1890—1907.
- Шлейермахер, Фридрих-Даниель // Энциклопедический словарь Брокгауза и Ефрона : в 86 т. (82 т. и 4 доп.). — СПб., 1890—1907.
- Этика // Энциклопедический словарь Брокгауза и Ефрона : в 86 т. (82 т. и 4 доп.). — СПб., 1890—1907.
- Я, в философии и психологии // Энциклопедический словарь Брокгауза и Ефрона : в 86 т. (82 т. и 4 доп.). — СПб., 1890—1907.